# 謝沛蓁
謝沛蓁（1988年1月31日—），台灣女子羽毛球選手。

## 簡歷
2010年11月，謝沛蓁代表中華台北出戰廣州亞運會，參加羽毛球比賽的女子雙打及女子團體項目。
2013年8月，謝沛蓁參加中國廣州舉行的世界羽毛球錦標賽，與程文欣出戰女子雙打項目，首圈因輪空而自動晉級，但在第二圈就以0比2（6-21、21-23）不敵頭號種子、中國的王晓理/于洋出局。
2015年7月，謝沛蓁代表中華台北（國立臺灣師範大學）出戰韓國光州市舉行的世界大學生運動會羽毛球比賽，與曾敏豪合作贏得混合雙打銅牌。

## 主要比賽成績
只列出曾進入準決賽的國際賽事成績：
| 年份   | 賽事                     | 公開賽級別 | 項目     | 搭檔   | 成績   |
| ------ | ------------------------ | ---------- | -------- | ------ | ------ |
| 2008年 | 義大利羽毛球國際賽       | 國際挑戰賽 | 混合雙打 | 陳宏麟 | 準決賽 |
| 2008年 | 希臘羽毛球國際賽         | 國際系列賽 | 混合雙打 | 陳宏麟 | 冠軍   |
| 2009年 | 馬來西亞羽毛球國際挑戰賽 | 國際挑戰賽 | 女子雙打 | 姜凱心 | 準決賽 |
| 2011年 | 世界大學運動會羽毛球比賽 | 其他       | 混合團體 | -      | 铜牌   |
| 2011年 | 世界大學運動會羽毛球比賽 | 其他       | 女子雙打 | 王沛蓉 | 铜牌   |
| 2011年 | 世界大學運動會羽毛球比賽 | 其他       | 混合雙打 | 李勝木 | 银牌   |
| 2013年 | 東亞運動會羽毛球比賽     | 其他       | 女子團體 | －     | 銀牌   |
| 2013年 | 東亞運動會羽毛球比賽     | 其他       | 女子雙打 | 程文欣 | 銅牌   |
| 2014年 | 美國羽毛球大獎賽         | 大獎賽     | 女子雙打 | 吳玓蓉 | 冠軍   |
| 2015年 | 世界大學運動會羽毛球比賽 | 其他       | 混合雙打 | 曾敏豪 | 銅牌   |

| 2007-2017年 | 首要超級賽 | 超級賽 | 黃金大獎賽 | 大獎賽 | 國際挑戰賽 | 國際系列賽 | 未來系列賽 | 其他 |

| 2018-2026年 | 總決賽 | 超級1000賽 | 超級750賽 | 超級500賽 | 超級300賽 | 超級100賽 | 國際挑戰賽 | 國際系列賽 | 未來系列賽 | 其他 |

### 奧運會和世錦賽參賽紀錄
|          | 搭檔   | 2011 | 2012 | 2013 | 2014 | 2015 |
| -------- | ------ | ---- | ---- | ---- | ---- | ---- |
| 女子雙打 | 王沛蓉 | 48強 | －   | －   | －   | －   |
| 女子雙打 | 程文欣 | －   | －   | 32強 | 32強 | －   |
| 女子雙打 | 吳玓蓉 | －   | －   | －   | －   | 32強 |